# Alejandro Vaccaro
Alejandro Vaccaro (Buenos Aires, Argentina, 24 de marzo de 1951) es un escritor, biógrafo y coleccionista argentino. Es considerado uno de los más importantes estudiosos de la vida y obra de Jorge Luis Borges, actualmente preside la Sociedad Argentina de Escritores desde el año 2008, así como también presidió la Fundación El Libro (entidad que organiza anualmente la Feria Internacional del Libro de Buenos Aires) entre el año 2022 y 2024 y de la que actualmente es Secretario de Cultura. Es también contador público y empresario.
En el año 2017 fue distinguido como personalidad destacada de la Cultura de la Ciudad de Buenos Aires, mismo año en que fue designado académico de número de la Academia Porteña del Lunfardo.
Sus libros han sido traducidos al inglés, portugués, polaco, turco y serbio. Ha dictado conferencias en universidades tanto de la Argentina como del resto del mundo. Entre otras, en Aarhus (Dinamarca), San Pablo (Brasil), Edimburgo (Escocia), King's College(Londres), Reims (Francia), Cracovia (Polonia), Maccerata (Italia), Estocolmo (Suecia), Helsinki (Finlandia), Macquaire University de Sydney (Australia). También en la Biblioteca de Alejandría (Egipto), en el Instituto Cervantes de El Cairo (Egipto), en el Centro de Estudios Latinoamericanos de la Universidad de Varsovia (Polonia), en la ciudad de Xinin en la provincia de Quingai de la República Popular de China, en la ciudad de Chennai en la República de la India y en el Instituto Cervantes de Beijing.

## Biografía
Alejandro Vaccaro nació en 1951 en la Ciudad de Buenos Aires y creció en el barrio de Caballito.
Aunque se recibió de Contador Público en la Universidad de Buenos Aires, se inició muy tempranamente en la literatura.

### Ensayos
- Georgie (1899-1930): Una vida de Jorge Luis Borges (Editorial Proa/Alberto Casares, 1996)

- El señor Borges (Edhasa, 2004)

- Borges: Una biografía en imágenes (Ediciones B, 2005)

- Borges, vida y literatura (Edhasa, 2006)

- Borges, vida y literatura (Emecé/Planeta, 2023)

- Borges: Cartas a Godel (Emecé/Planeta, 2024)

- Borges: Textos secretos y falsas atribuciones (Emecé/Planeta, 2025)

### Novelas
- El manuscrito Borges. Buenos Aires: Bruguera. 2006. ISBN 9789871222315.

### Poemas
- Pasajero de la vida. Buenos Aires: Editorial Vinciguerra. 2016. ISBN 9789877500790.
- El recuerdo tenaz. Buenos Aires: Editorial Vinciguerra. 2021. ISBN 9789877503388.

## Premios
A lo largo de su trayectoria Alejandro Vaccaro recibió varios premios y reconocimientos, entre ellos:
- Diploma de honor del honorable Senado de la Nación (2004)
- Premio de la Alianza Hispánica en Madrid (2009)
- Medalla de la Hispanidad (2011)
- Personalidad destacada en el ámbito de la Cultura, otorgado por la Legislatura de la Ciudad de Buenos Aires (2017)